# 國家檔案館 (荷蘭)
國家檔案館（荷蘭語：Nationaal Archief）是荷蘭王國的國家檔案館，位於荷蘭海牙，是荷蘭最大的檔案存放機構，成立於1802年6月17日，負責收藏荷蘭政府、南荷蘭省等機構或地方政府有關的歷史文件及檔案，目前館內約存放1,500萬張照片、300,000張地圖和圖畫。

## 建築

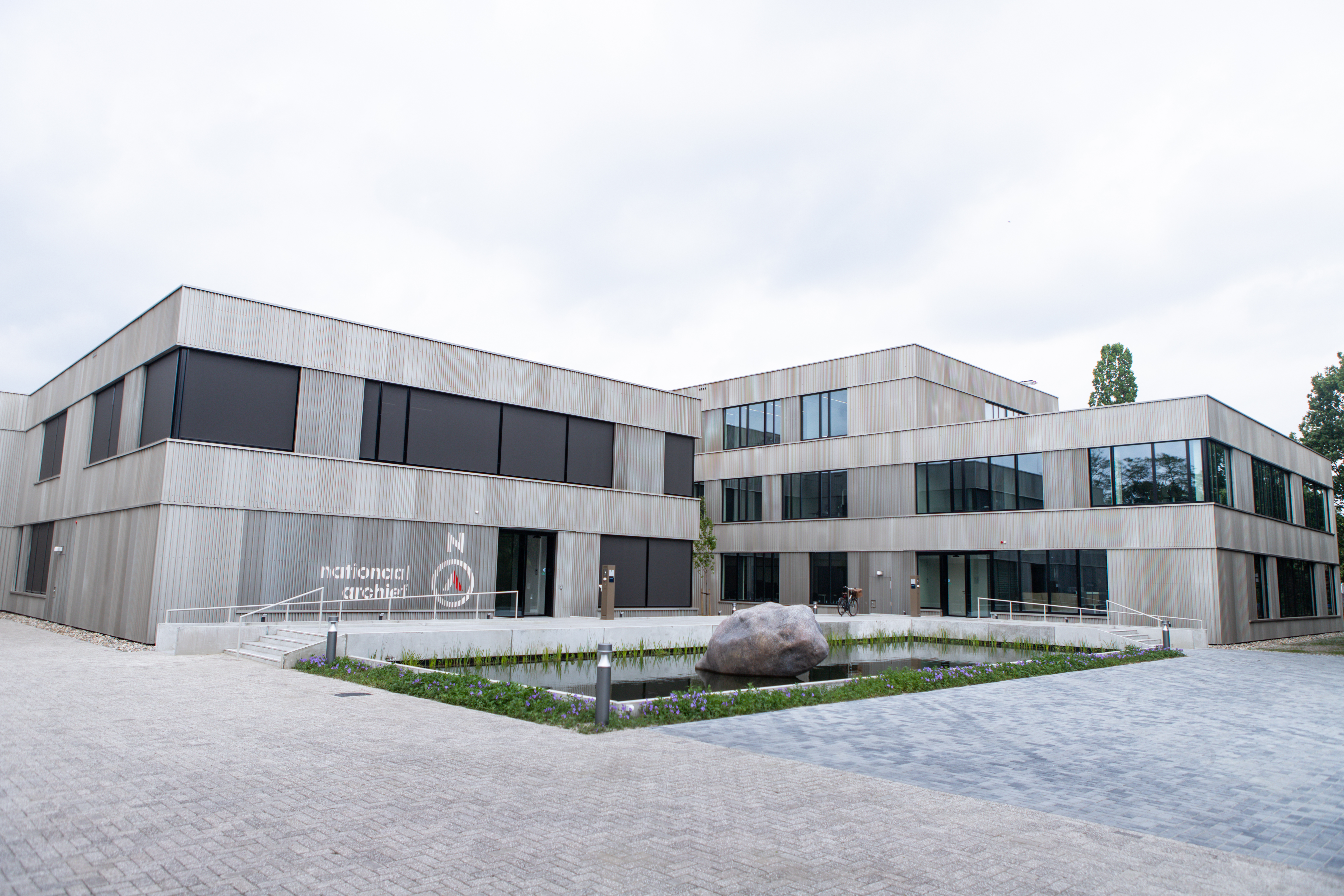
國家檔案館倉庫

國家檔案館自1979年以來就一直位於海牙的Prins Willem-Alexanderhof，附近有海牙中央車站、荷蘭皇家圖書館相鄰，檔案館的建築是由荷蘭建築師舒爾德‧斯哈姆哈特設計，一樓設有具備展覽空間的公共中心、服務中心及書房，可供查閱信件、會議紀錄、文件、照片和地圖等館藏。
2019年，國家檔案館在其位於德倫特省埃門的倉庫進行大規模擴建。

## 歷史

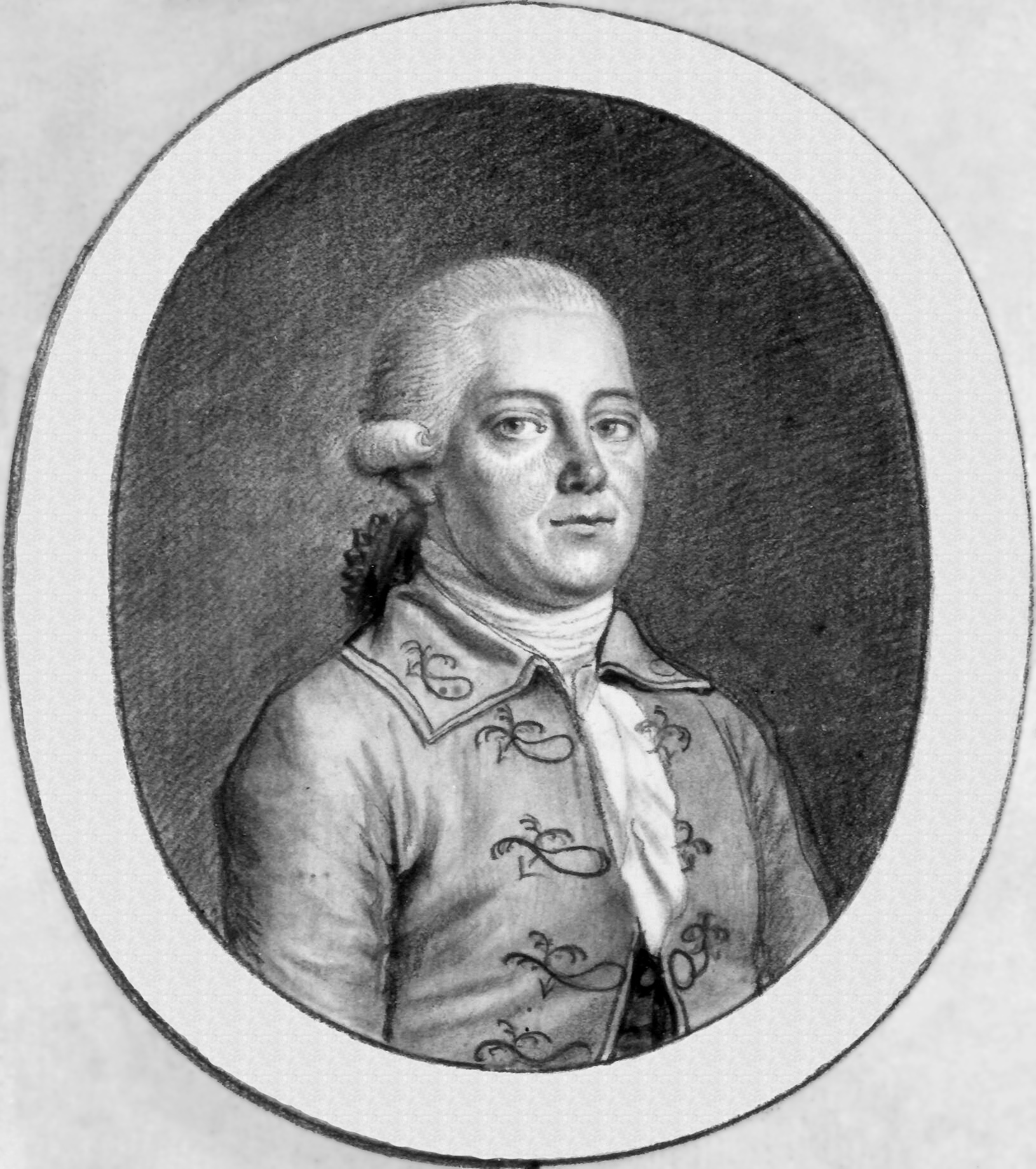
第一任檔案館館長亨利‧凡‧韋恩

1802年6月17日，荷蘭歷史學家亨利‧凡‧韋恩被任命為巴達維亞共和國的檔案館館長，此事被認為是國家檔案館的開端，後來在1890年成為海牙國家檔案館，自1913年起被指定為荷蘭王國的國家檔案館系統（ARA）之一，由國家檔案保管員管理。
自1924年到1994年，國家檔案館系統（ARA）由三座半獨立的檔案館組成，分別是1795年以前的中央政府檔案館（第一部門）、1795年中央政府檔案館（第二部門）和南荷蘭省的海牙國家檔案館（第三部門），學習室、圖書館和修復工作室設於第一部門，但最終在1994年重組後，大多數的部門裁撤，僅保留第三部門的海牙國家檔案館，因此自2002年6月4日起，將名稱改為國家檔案館。
2003年，國家檔案館向聯合國教科文組織登記註冊成為世界記憶計畫的一部分。
2019年7月，國家檔案館與荷蘭戰爭調查記者阿諾德‧卡爾斯肯斯合作，提供第二次世界大戰中被稱為荷蘭劊子手的相關檔案，希望將有關戰犯繩之以法。

## 組織
國家檔案館目前隸屬於荷蘭教育、文化及科學部，並由數位基礎設施和諮詢局、收集和公共局兩部門所組成，且由國家檔案保管員負責管理。2014年11月1日起，馬倫斯·恩格哈德（Marens Engelhard）擔任國家檔案保管員至今。

## 數位化
國家檔案館在2012年的「數位化和歸檔國家檔案館信息」的調查信中向荷蘭政府分析到：
|  | 國家檔案館在未來幾年內，有必要轉變為一個對數位化的轉換有一定知識的組織 |

該信函的結論是檔案館必須建構更多有關數位化和基礎設施的知識。2014年1月29日，荷蘭教育、文化及科學部也在會議間討論國家檔案館的數位化議題，因數位化工作會在檔案館歸檔時引起重大變化。因此，荷蘭政府的數位化工作服務須在未來幾年為國家檔案館的發展做好充分準備。

## 外部連結
- 國家檔案館（页面存档备份，存于）（荷兰文）（英文）
- 國家檔案館在Flickr上的页面